# Alberto Morillas
Albert Morillas, né en 1950 à Séville (Espagne), est un parfumeur espagnol.

## Biographie
Il étudie aux Beaux-Arts de Genève. Autodidacte, il entre chez Firmenich à Genève par hasard en 1970, après avoir lu un article sur le parfum. Il travaille dans un département de chimie, pas de composition et étudie seul les matières premières.
En 1975, il s'installe à New York et six ans plus tard gagne un projet avec le parfum Must de Cartier, premier parfum qui lancera véritablement sa carrière de parfumeur. Il enchaînera de nombreux succès, parmi lesquels : Byzance de Rochas, CK One de Calvin Klein, Pleasures d'Estée Lauder, Acqua Di Giò de Giorgio Armani, Flower by Kenzo, Miracle de Lancôme...
En 1999, il crée la marque Mizensir, une entreprise suisse de fabrication de bougies parfumées. Le nom est un jeu de mots (mis en cire) évoquant l'univers de la bougie.
En 2003, il reçoit le prix François-Coty du meilleur parfumeur. En 2013 à New York, il reçoit le Fifi Award pour l'ensemble de sa carrière.
En 2015, sa marque Mizensir s'enrichit d'une ligne parfumée, désormais constituée d'une trentaine d'eaux de parfum. La marque est gérée par sa fille Véronique, à qui il a d'ailleurs dédié un parfum, Edition de Véronique.

## Créations notables
- 1981 : Must de Cartier[1]
- 1987 : Byzance de Rochas, avec Nicolas Mamounas
- 1994 : CK One de Calvin Klein[4]
- 1995 : Pleasures d'Estée Lauder
- 1996 : Acqua Di Giò de Giorgio Armani[5]
- 1998 : Pi de Givenchy
- 2000 : Miracle de Lancôme[4] / Flower by Kenzo de Kenzo[3]/ Blv de Bvlgari / 212 de Carolina Herrera
- 2001 : Cologne de Thierry Mugler[3]
- 2002 : M7 de Yves Saint Laurent / Chic de Carolina Herrera
- 2003 : Omnia de Bulgari[4]
- 2005 : Baiser du Dragon de Cartier
- 2006 : Eau de Lotus Bleu de Roger & Gallet / Daisy de Marc Jacobs
- 2007 : Light Blue pour homme de Dolce&Gabbana[4]/ Colonia Intense de Acqua Di Parma / Daisy de Marc Jacobs
- 2009 : Essence de Narciso Rodriguez[6]
- 2010 : Belle d'Opium d'Yves Saint-Laurent, avec Honorine Blanc[7]/ Bvlgari Man de Bvlgari
- 2011 : Essence Eau de Musc de Narciso Rodriguez / L'Eau d'Issey Florale d'Issey Miyake / Daisy Eau So Fresh de Marc Jacobs / Valentina de Valentino
- 2012 : Omnia Coral de Bulgari[1]/ Mademoiselle Ricci de Nina Ricci / Good Girl Gone Bad By Kilian
- 2013 : Musc Oud de By Kilian / Iris Prima de Penhaligon's / Daisy Dream de Marc Jacobs
- 2014 : Aqva Divina de Bvlgari
- 2015 : Giorgio Armani - Acqua Di Giò Essenza / Goldea de Bvlgari / Palissandre d'Or de Aedes de Venustas / Lemon In Zest By Kilian
- 2015 : Lotus - Lotus oud / Lotus Fraiche / Lotus Intense
- 2015 : Mizensir - Perfect Oud / Musc Eternel / Sweet Praline / White Neroli / Luxury / Ideal Oud / Eau de Gingembre / Edition de Veronique / L'Envers du Paradis / Mythique Vetyver / Little Bianca /  L'Ombre du Lys /  Alma de Rosario
- 2016 : Mizensir - Bois Iridescent / Original Oud / Rose Exaltante / Bois de Mysore
- 2016: Tragedy of Lord George de Penhaligon's
- 2017: Absolute Guily de Gucci / Bloom de Gucci
- 2017:  Mizensir - Tender Oud / Très Chére / Elixir de Musc / Very Musc
- 2017: Goldea The Roman Night de Bulgari
- 2017: Like a Virgin - I put a Spell on you by Art Meets Art
- 2019 : Mémoire d'une Odeur de Gucci
- 2019: Pour Mizensir -  For Your Love / Incensum / Solar Blossom
- 2019: Fragrance One Office for Men (Jeremy Fragrance)
- 2020: No Limit$, pour Philipp Plein
- 2021: Mizensir - Golden Oud / Vert Empire / Blue Gin
- 2022: Mizensir - Ambre Magique

## Liensexternes
- « Alberto Morillas : un "nez" sort de l'ombre », La Dépêche du midi, 21 novembre 2003
- Valérie Fromont, « Souvenirs d’Andalousie », Le Temps, 6 mai 2009